# سمندر انگشت‌دراز
سمندر انگشت دراز (نام علمی: Ambystoma macrodactylum) نام یک گونه از سرده سمندر زیرزمینی است.